# Курбан

Чаще всего в жертву приносят барана

Курба́н (от араб. قربان‎) — жертвоприношение в исламе. Жертвоприношение является одним из важных обрядов поклонения. Наиболее известным жертвоприношением является удхия — жертвоприношение в праздник Курбан-байрам, но помимо неё мусульмане приносят в жертву по случаю рождения ребёнка (акика), а также в качестве обета (назр курбан).

## Удхия

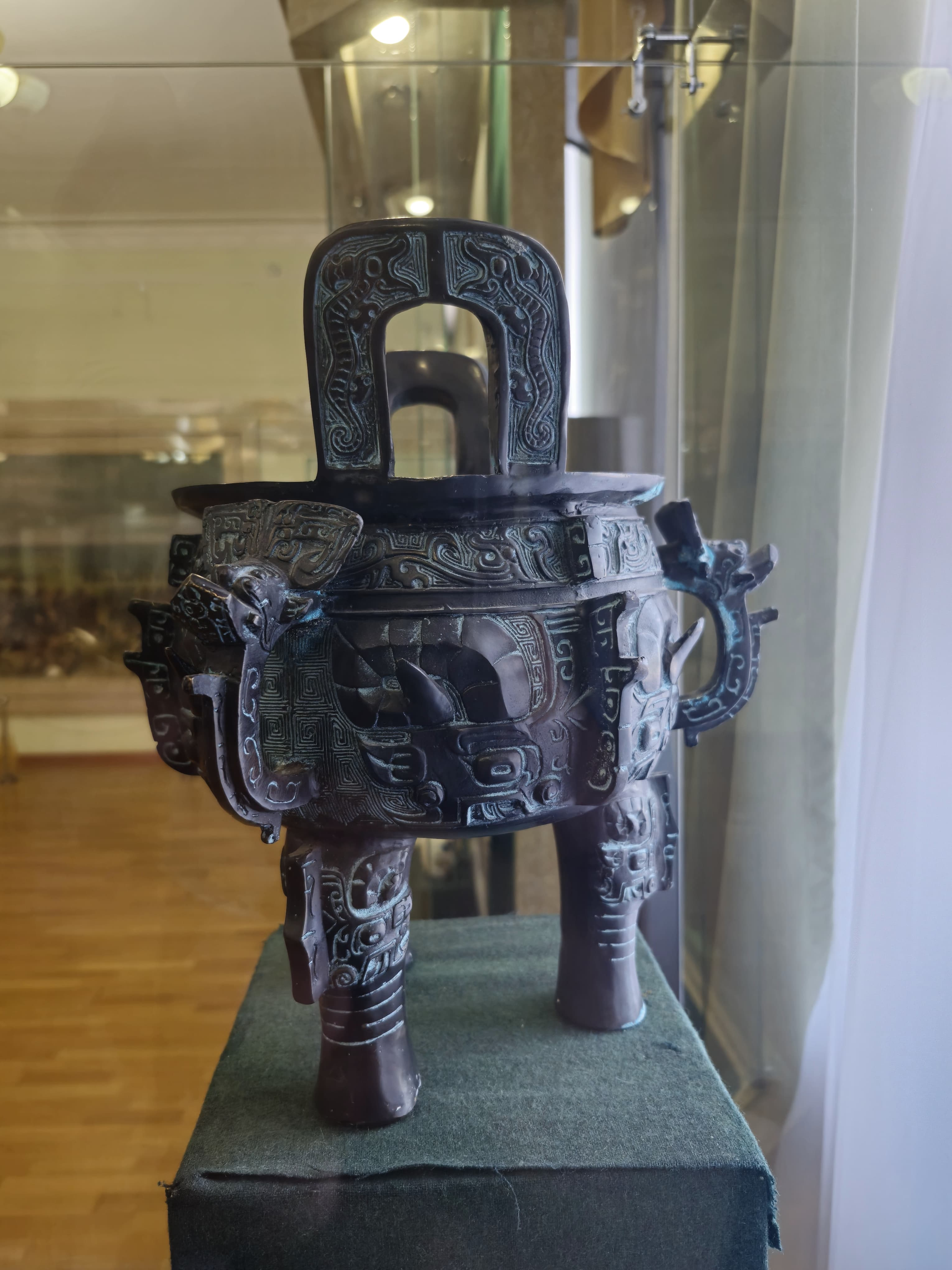
Жертвенный казан. XX в

Удхия (التضحية‎ — жертвоприношение, совершённое в утреннее время после восхода солнца (ад-Духа)) — обряд жертвоприношения, совершаемый 10 зуль-хиджа во время празднования Курбан-байрама. Обряд совершается в память о готовности Ибрахима принести в жертву сына, вместо которого в самый последний момент был заклан баран. Этот обряд является важной ритуальной особенностью исламской религии. Жертвой могут являться копытные животные (верблюды, коровы или овцы), которых режут с соответствующим намерением, ежегодно 10 Зуль-хиджа. То есть, в день праздника Курбан-байрам (Ид аль-Адха) после праздничной молитвы, а также на протяжении трёх дней ташрика, до 13 Зуль-хиджа, см. статью Хадж.
Большинство мусульманских богословов считают удхию необязательным, но желательным деянием (сунна), а некоторые обязательным (ваджиб). Любой человек может принести жертву Аллаху за себя, либо же за членов своей семьи, а также пожертвовать средства в пользу бедных или заменить удхию постом. Можно также приносить жертву за покойного, если он это завещал и оставил для этого свои средства.
Одному человеку дозволено принести в жертву одну овцу. Верблюд и корова же могут быть принесены в жертву со стороны семерых людей.
Мясо жертвенных животных делят на три части. Одну часть оставляют для пищи, вторую раздают в качестве милостыни, а третью — в качестве дара. Мясо дарят в качестве милостыни мусульманам. Но разрешается дать его и немусульманам, если они являются родственниками или соседями. Мясо и другие части тела жертвенного животного продавать нельзя.
Желательно, чтобы животное лежало на левом боку головой в направлении Кыблы. Со словами «Бисмиллях, Аллаху акбар» надо перерезать животному пищевод, дыхательные пути и основные вены.

## Акика
Акика (عقيقة‎ — «перерезание») — принесение в жертву одного или двух баранов в знак благодарности Аллаху за рождение ребёнка. «Акикой» также называется животное, которое приносится в жертву при появлении на свет ребёнка.
За мальчика полагается два барана, каждый из которого должен отвечать условиям жертвенного животного (удхия). За девочку в жертву приносится один баран. Животное режется на седьмой день, но если не получается сделать это вовремя, тогда можно зарезать в любое другое время, и это не будет считаться грехом. Однако предпочтительней сделать это как можно быстрее.

## Назр курбан
Назр курбан (نذر قربان‎ — «обетованная жертва») — жертвоприношение, которое человек делает для себя обязательным (ваджибом) добровольно.
Назр курбан бывает двух видов:
- Обет, не связанный с какими-либо условиями. Например, кто-то скажет, «я сделаю жертвоприношение во Имя Аллаха». В этом случае человек волен сделать это жертвоприношение в любое время.
- Обет, связанный с каким либо условием. Например, кто-то скажет, «если выздоровеет больной, и я принесу жертву во имя Аллаха». После того, как больной выздоровеет, сделать жертвоприношение становится обязательным. Можно сделать жертвоприношение раньше, не дожидаясь исполнения желаемого.

Мясо жертвенного животного (назр) нельзя есть тому, кто принёс его в жертву. Также это мясо нельзя есть его жене, родителям, бабушкам, дедушкам, детям и внукам. Кроме того, мясо жертвенного животного назр нельзя есть тем, кто считается состоятельным, то есть обладает нисабом.
Жертвоприношение за умершего совершают в праздник Курбан-байрам. Мясо жертвенного животного совершивший жертвоприношение за умершего может раздать или оставить себе. А мясо животного, принесённого в жертву по завещанию, раздают бедным.

## Заклание животного
Для мусульманина желательно самому совершить жертвоприношения или по возможности присутствовать при резке животного. В день жертвоприношения ему желательно ничего не есть до тех пор, пока не отведает мясо жертвенного животного.
Совершая жертвоприношение, животное укладывают на левый бок, а его ноги связываются вместе у копыт. Перед горлом животного должно быть углубление для стока крови. Приняв намерение (ният) о совершении жертвоприношения, мусульманин должен сказать «Бисмиллахи! Аллаху Акбар» и перерезать основные кровеносные артерии на горле животного. Животное необходимо удерживать в этом положении до полного выхода крови из тела. После этого полностью отсекается голова.
Так же поступают при обычном заклании животных в пищу. Мясо животного, не порезанное в соответствии с правилами шариата, мусульманам запрещено употреблять в пищу. Нельзя употреблять в пищу кровь, половые органы, жёлчный и мочевой пузыри животного.

### Возраст
Жертвенное животное должно достичь определённого возраста и не должно иметь каких-либо изъянов. Для ягнёнка минимальный возраст составляет 6 месяцев, для козла — 1 год, для коровы — 2 года, для верблюда — 5 лет. Запрещено продавать животное, которое выбрано для принесения в жертву.
В качестве жертвы может выступать баран, козёл, верблюд, буйвол или корова. По шафиитскому мазхабу запрещено приносить в жертву животных, носящих плод в своей утробе.

### Изъяны
Желательно, чтобы жертвенное животное было упитанным, большим и красивым.
Разрешено совершать жертвоприношение животных, у которых частично сломаны рога или они отсутствуют с рождения, а также кастрированных животных. Недопустимо принесение в жертву животного, у которого имеется:
- слепота на один глаз или оба;
- излишняя худоба;
- хромота, при которой животное не может самостоятельно дойти до места принесения в жертву;
- отсутствие большей части глаза, уха или хвоста;
- отсутствие зубов[5].

С человеком, который заколол и разделал животное, лучше всего расплатиться деньгами. Разрешается дать ему часть мяса в качестве милостыни, если этот человек беден. Жертвенное животное желательно купить за несколько дней до заклания и держать в стойле.

## Термины, связанные с жертвоприношением
- Атира (عتيرة‎) — жертвоприношение, совершавшееся арабами-язычниками во времена невежества (джахилии) в последние десять дней месяца раджаб. Это было дозволено в первые годы ислама, однако затем было запрещено.
- Бадана (بدنة‎) — верблюд, верблюдица, корова или бык, предназначенные для жертвоприношения в Мекке.
- Дни ат-Ташрик (أيام التشريق‎) — одиннадцатое, двенадцатое и тринадцатое числа месяца зу-ль-хиджжа, когда мусульмане совершают жертвоприношения и возвеличивают Аллаха.
- Хадья (الْهَدْيُ‎ — «жертва») — жертвенные животные, приносимые паломниками в дни жертвоприношения.